# Flat Island (Saint Lawrencebaai)
Flat Island ("plat eiland") is een onbewoond eiland van 2,5 km² dat deel uitmaakt van de Canadese provincie Newfoundland en Labrador. Het ligt in de Saint Lawrencebaai aan de noordwestkust Newfoundland.

## Geografie
Flat Island ligt iets minder dan 2 km ten westen van St. John Island (18 km²), een groot eiland voor de westkust van het Great Northern Peninsula van Newfoundland.
Het eiland heeft een enigszins langwerpige vorm met de noord-zuidas als lange zijde. Het hoogste punt ligt 26 meter boven de zeespiegel. De dichtstbij gelegen plaats is het op Newfoundland gelegen Eddies Cove West (12 km verder zuidoostwaarts).